# Orthemis concolor
Orthemis concolor är en trollsländeart som beskrevs av Friedrich Ris 1919. Orthemis concolor ingår i släktet Orthemis och familjen segeltrollsländor. IUCN kategoriserar arten globalt som livskraftig. Inga underarter finns listade i Catalogue of Life.